# Андрєєв Володимир Іванович
Володимир Іванович Андрє́єв (нар. 8 січня 1870, Київ — пом. після 1928, Москва) — український живописець.

## Біографія
Народився 27 грудня 1869 (8 січня 1870) року в Києві. Навчався у Київській малювальній школі М. Мурашка; від 1885 року — у Московському училищі живопису, скульптури і архітектури; від 1895 року — у Петербурзькій академії мистецтв у І. Рєпіна. 1894 року отримав звання художника. Від 1890 року брав участь у виставках. Ілюстрував дитячі книги та журнали.
Помер у Москві після 1928 року.

## Твори
- «Портрет письменника Г. Мачтета» (1892);
- «Дніпрові далі» (1893);
- «Вечір» (1893);
- «Маленький музикант» (1895);
- «У відставці» (1897);
- «В пошуках натури» (1899);
- «Крим у грудні. Сімеїз» (1928).